# Burggravenstroom
Burggravenstroom är ett vattendrag i Belgien.   Det ligger i provinsen Östflandern och regionen Flandern, i den nordvästra delen av landet, 50 km nordväst om huvudstaden Bryssel.
Runt Burggravenstroom är det i huvudsak tätbebyggt. Runt Burggravenstroom är det mycket tätbefolkat, med 1 221 invånare per kvadratkilometer.